# Таёжная защитная экозона
Таёжная защитная экозона, по определению Комиссии по экологическому сотрудничеству, представляет собой экозону, которая простирается через весь субарктический регион Канады. В некоторых регионах обнажены докембрийские породы Канадского щита, старейшего геологического образования в мире. Самые старые породы в мире, возрастом около четырёх миллиардов лет, найдены на Канадском щите к северу от Большого Невольничьего озера.

## География
Таёжная защитная экозона охватывает почти всю восточную часть Северо-Западных территорий, небольшую часть северо-восточной Альберты, узкую полосу вдоль северного Саскачевана и северо-западной Манитобы, а также частично территорию на юге Нунавута. В Нунавуте зону прерывает Гудзонов залив, где проходит граница с морской экозоной Морского Арктического архипелага. Таёжная защитная зона продолжается к востоку от Гудзонова залива, на побережье Квебека, где охватывает практически весь Лабрадор и доходит до океана. Это одна из крупнейших экологических зон Канады, она занимает площадь 130 млн га.
Рельеф таёжной защитной экозоны представляет собой равнины и холмы с многочисленными низменностями, которые образовались в результате отступления ледников и превратились в озера, водно-болотные угодья и другие водные объекты. Также распространены длинные озы и возвышенности.

### Экопровинции
Эту экозону можно разделить на четыре экопровинции:
- Восточная тайга
- Лабрадорское нагорье
- Западнотаежный щит
- Низменность Китовой реки

## Населенные пункты
Таёжная защитная зона малонаселена, проживают лишь около 340 000 жителей, более 60% из которых составляют коренные народы. Большинство населенных пунктов строились вокруг шахт или гидроэлектростанций, например, в Йеллоунайфе и Ураниум-Сити на западе или в Лабрадор-Сити на востоке, но все они имеют достаточно слабое транспортное сообщение. Преобладающим видом деятельности является добыча полезных ископаемых: железа в Квебеке и Лабрадоре, урана – в Саскачеване, а на Северных территориях добывают золото, а в последнее время – и алмазы.

## Климат
Для субарктической зоны характерно короткое прохладное лето, с полярным днём в самых северных частях, и очень холодная продолжительная зима с полярной ночью. Уровень осадков составляет от 250 до 500. мм ежегодно во всей зоне, за исключением Лабрадора, где может выпадать до 800 мм вдоль побережья. Меньше осадков выпадает на западе и больше – на востоке.
Почвы неглубокие, круглый год остаются влажными, даже заболоченными, регулярно промерзают и оттаивают без дренажа. Эти процессы приводят к смещению почв, что, в свою очередь, беспорядочно наклоняет растущие деревья, образуя так называемый «пьяный лес».

## Охрана и защита
Для защиты этой экозоны был создан ряд охраняемых территорий. К ним относятся провинциальный парк дикой природы реки Карибу, провинциальный парк Санд-Лейкс и национальный парк-заповедник Тайден Нене.